# Comunidade Ahmadi
Comunidade Ahmadi ou simplesmente Ahmadiyya ou Ahmadia é um movimento religioso muçulmano fundado no final do século XIX, no Punjab, na então Índia britânica, por Mirza Ghulam Ahmad (1835-1908).
Proclamando-se instrumento da decisão divina que o capacitara a realizar a missão redentora da humanidade, Mirza afirmava ser o Messias prometido dos últimos tempos e, como tal, um guia (mahdi) dos homens. O movimento, embora combatido por alguns segmentos da sociedade indiana, progrediu, mantendo-se atuante, com seus seguidores desenvolvendo uma contínua e persistente ação missionária. Seus adeptos buscam sempre propagar ao máximo sua fé perante a população, quebrando falsas idéias sobre o Islamismo e sobre a própria comunidade, que assim como o Islamismo em si, também é muito difamada por determinados setores da sociedade. Contudo, em muitos países muçulmanos e até na Europa, os Ahmadi são considerados heréticos, portanto merecedores de morte, perseguidos e por vezes assassinados.
Os Ahmadi são, dentro de certos limites, culturalmente assimilacionistas. Em Londres, edificaram a mesquita Baitul Futuh ao mesmo tempo que editavam numerosas publicações a respeito de sua doutrina e sobre o Islamismo, distribuídas pelo mundo inteiro em vários idiomas. Uma das suas ideias chama a atenção: para os ahmadiyya, Jesus foi retirado da cruz ainda com vida e, posteriormente, curado de suas chagas, vindo finalmente a morrer na cidade de Caxemira com a idade de 120 anos onde existiria seu túmulo na cidade de Serinagar. 
O seu principal centro de irradiação é o Paquistão onde, em 1953, 1974 e 1984 foram os alvos principais de várias rebeliões fomentadas por membros do clero paquistanês, recebendo inclusive apoio do governo nesse sentido. São operosos missionários do Islã, principalmente no continente africano.

Liwa-e-Ahmadiyya, bandeira da Ahmadiyya
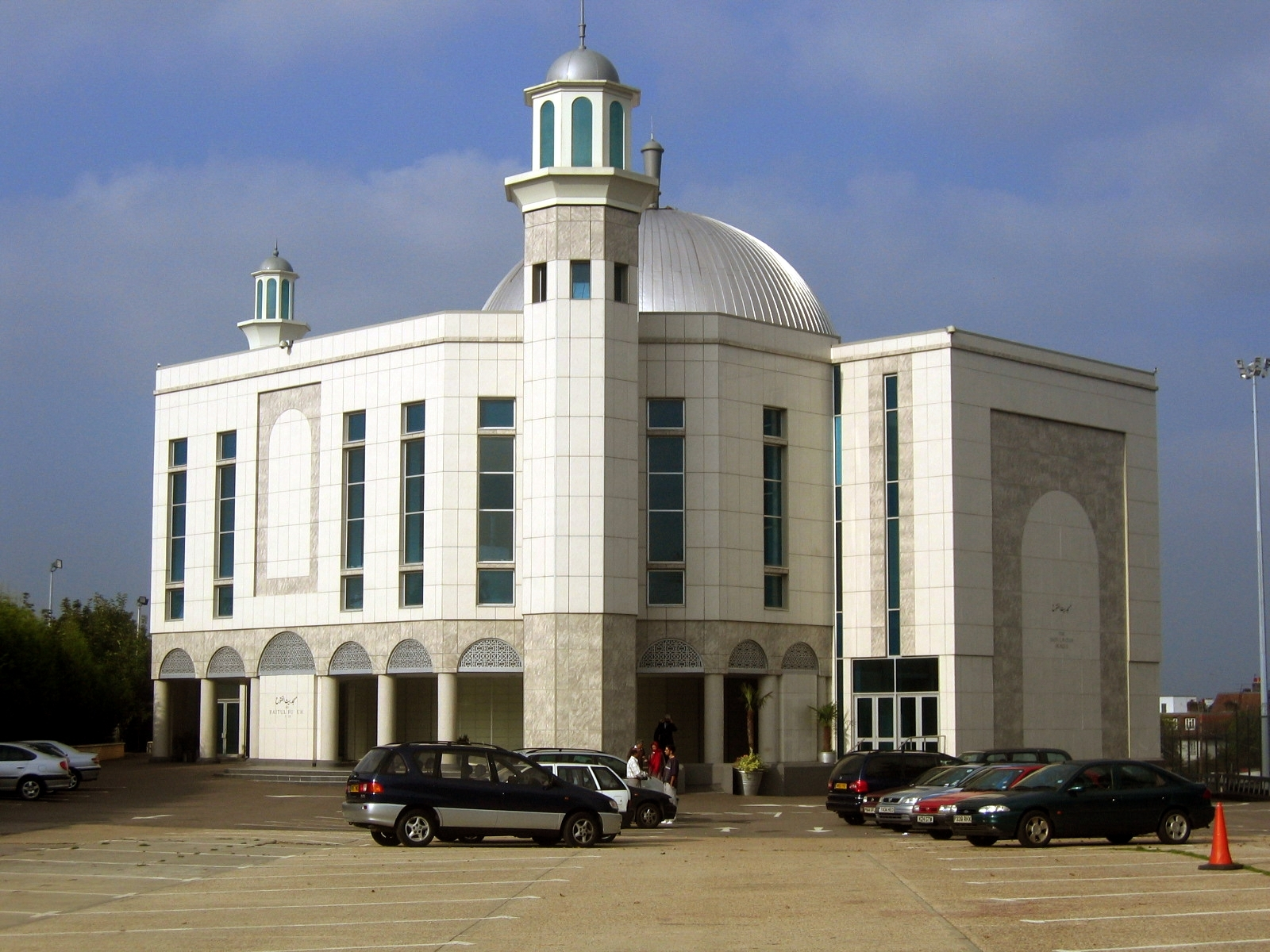
Mesquita Baitul Futuh em Londres
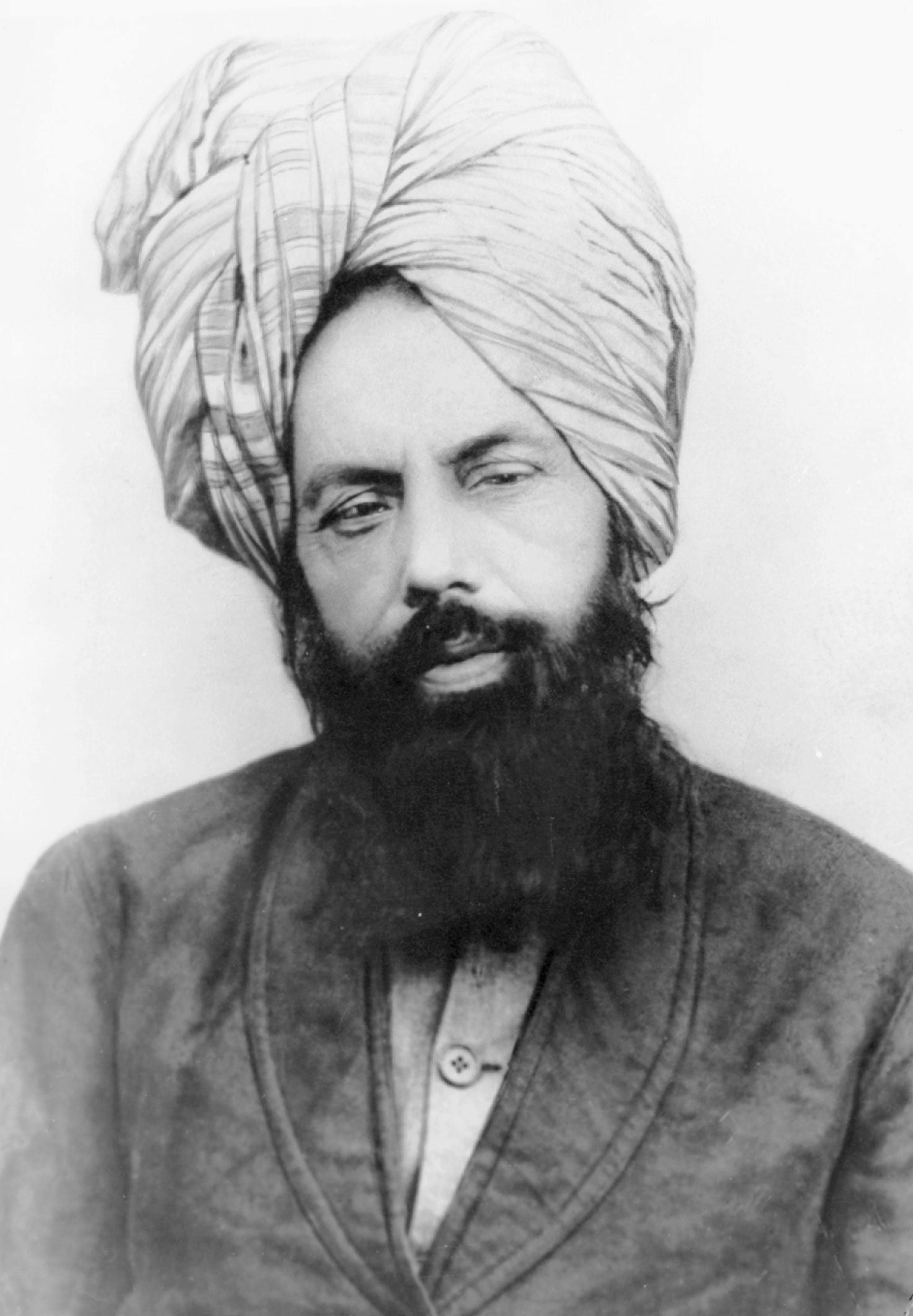
Mirza Ghulam Ahmad